# George W. Wickersham
George Woodward Wickersham, född 19 september 1858 i Pittsburgh, Pennsylvania, död 26 januari 1936 i New York, var en amerikansk jurist och politiker.
Wickersham tjänstgjorde som USA:s justitieminister under president William Howard Taft 1909-1913.